# Edificio del Archivo General de Navarra (antiguo)
El antiguo edificio del Archivo General de Navarra es un construcción edificada en Pamplona, capital de Navarra que fue levantado y diseñado para ser la sede del Archivo General de Navarra, función que desempeñó desde 1896 a 2010.
Está contiguo al Palacio de Navarra, por lo que lleva a considerarse que este edificio mismo es el Palacio de Navarra, aun cuando ambos conjuntos son edificaciones diferentes construidos en diferentes épocas (1840 y 1896) y para funciones distintas.

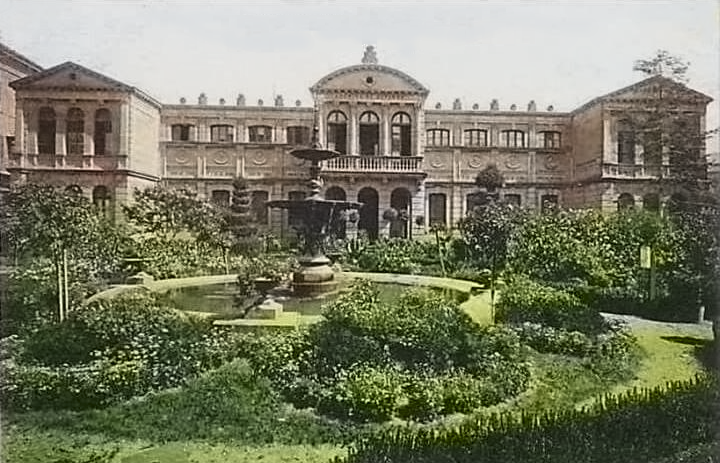
Aspecto edificio del Archivo de Navarra hacia 1926. Foto coloreada de Aquilino García Dean.

## Ubicación
Está situado en la Avenida San Ignacio, a la derecha del Palacio de Navarra, y cerca de la Basílica de San Ignacio de Loyola. El solar que ocupa fue un espacio sobre el que anteriormente estuvo el convento de Santiago.

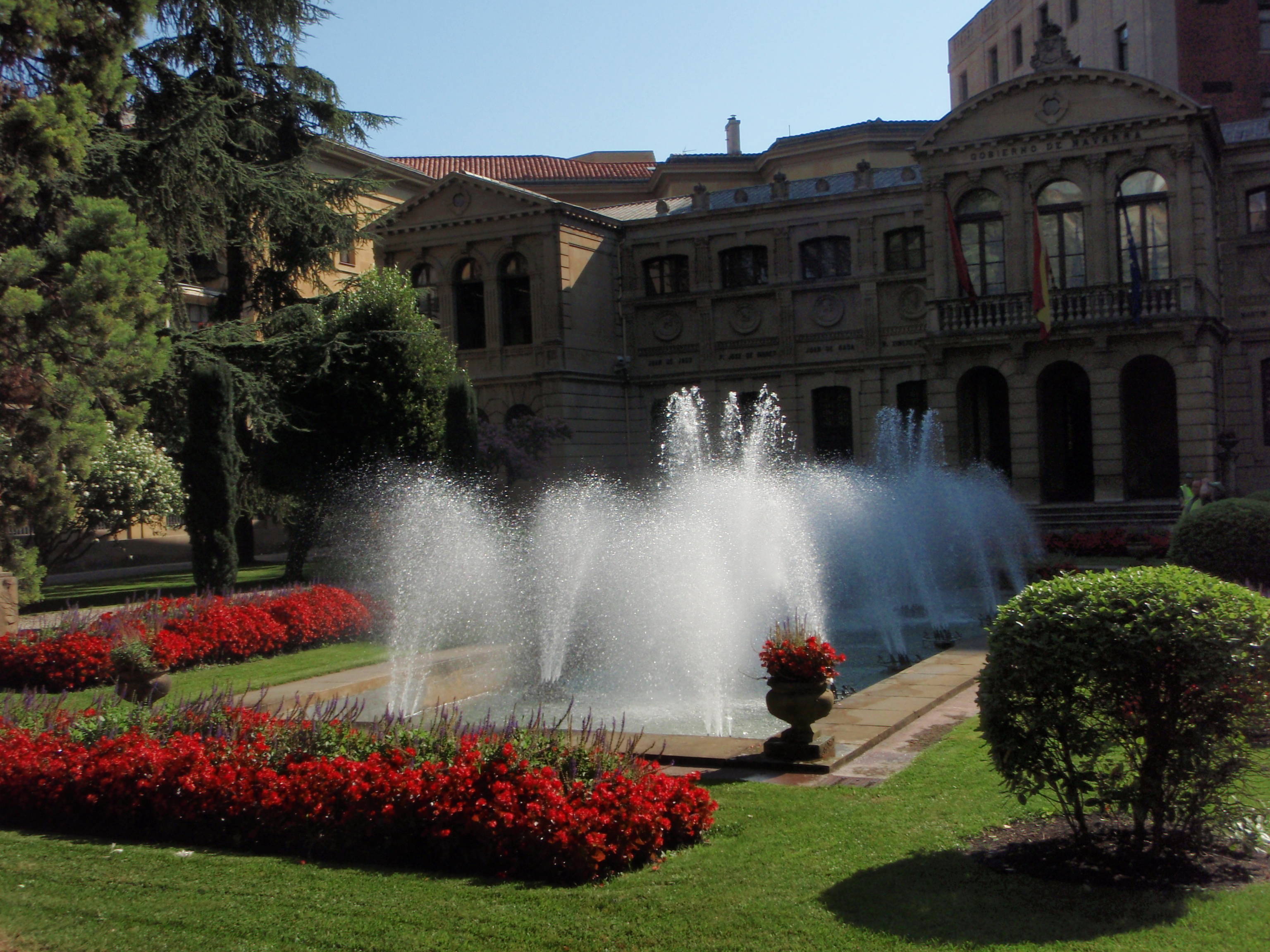
Jardín, estanque y fuentes frente al edificio.

## Historia

### Antecedentes
En 1899 La Avalancha: revista ilustrada al hilo de la publicación de una foto hecha por el presbítero Ubaldo Abete, daba cuenta en el comentario a la imagen de su historia:
«Hacia ya muchos años que la Excma. Diputación Foral y Provincial de Navarra, venía persiguiendo la idea de construir un edificio digno del Archivo de este antiguo Reino, necesidad ya sentida y manifestada en sus Cortes y recordada por la Comisión de Monumentos que veía en peligro el sagrado depósito histórico que nos legaron nuestros antepasados. Lo exiguo del local en que se hallaban almacenados los notabilísimos documentos que constituyen nuestro rico Archivo y el riesgo de que estos desapareciesen hechos pavesas como ocurrió no hace muchos años con el Archivo de Guipúzcoa, tanto más cuanto que el mencionado local se hallaba conlindando con el teatro y atravesado por las chimeneas de los caloríferos del Palacio provincial, hacían indispensable la construcción de un ediíicio incombustible en el que pudiera custodiarse con seguridad el Archivo.
Estudiado y presentado á la Excma. Diputación' el proyecto formado por el Arquitecto Provincial don Florencio de Ansoleaga, y orilladas las dificultades económicas que, dado el estado financiero de la Provincia, se presentaban mediante una consignación anual de VEINTE MIL PESETAS con la que habrían de satisfacerse los gastos de las obras, se anunció la subasta adjudicándose éstas en la cantidad de CIENTO QUINCE MIL DOSCIENTAS PESETAS, no incluyendo en ella los cierres ó sea las puertas y ventanas del edificio.» 

### Ejecución de las obras
Las obras dieron comienzo el 16 de mayo de 1896 y se concluyeron dos años después realizando las obras Felipe Lorca. A su finalización el coste de construcción ascendía a la cantidad de 26.000 duros. Se habían colocado armarios y una estantería abierta de hierro y madera en los cinco salones, alcanzando los 2.670 metros de estante dejando libre un salón destinado a librería. Esta dotación de muebles costó 22.466 pesetas. Se dispuso ya entonces una comunicación con el palacio mediante una galería dando así un efecto de conjunto con un espacioso jardín. El arquitecto Florencio Ansoleaga contó con la colaboración del aparejador, Félix Maiz.
Hasta 2010, cumplió la función de Archivo General de Navarra, que fue trasladado este año al reformado Palacio de los Reyes de Navarra que fue reformado por Rafael Moneo para realizar la función archivística.

## Descripción
El mismo medio de comunicación hacia una descripción bastante completa del conjunto:
«La planta del edificio afecta la forma de una E y mide un frente de 44 metros con un desarrollo de 70 metros, componiéndose aquel de planta de sótanos, planta baja y planta principal. En el centro y precedida de un pórtico se halla la escalera de la que reciben acceso en cada planta dos salones de 17,68 metros de longitud por 7 metros de anchura, y en los cuerpos salientes se han instalado gabinetes destinados á Archivo secreto y un saloncito en el cuerpo central para despacho del Sr. archivero y para el público.
Toda la fachada principal asi como el zócalo corrido del ediíicio es de piedra de sillería de las canteras de Pitillas, y la fachada posterior y muros de traviesa son de mampostería de Ezcaba, constituyendo los pisos viguetas de hierro de doble T con bovedillas al descubierto en su intradós y pavimento de baldosilla fina de Barcelona. La cubierta del edificio es toda ella de entramado de hierro con chapa de zinc ondulado en comunicación con los pararrayos del Palacio provincial. Todos Ios muros que forman los sótanos asi como el subsuelo de estos, se hallan revestidos de gruesa capa de hormigón hidráulico, haciéndolos completamente impermeables. La escalera es de sillería de las llamadas colgadas, ó sea como las del Palacio provincial, y está formada por una correa central y dos laterales que van á desembarcar en una espaciosa mesilla de la que reciben acceso las dependencias arriba dichas.
La decoración de la fachada principal en sus líneas generales es un feliz consorcio del arte clásico greco-romano con el estilo moderno, manifestándose aquel en los tres cuerpos salientes y el último en los fondos que enlazan á aquellos. El cuerpo central, de estilo corintio, está formado de una escalinata que dá acceso á un pórtico constituido por pilares estriados en sus hiladas y terminados por arcos de medio punto, en cuyas enjutas hay grandes ménsulas decoradas sobre las que se apoya la repisa del gran balcón corrido que pertenece al saloncito de que se ha hecho mención, y al que facilitan la salida tres rasgados huecos, también de medio punto con las claves decoradas: en los entrepaños de éstos se elevan columnas adosadas y estriadas del citado estilo corintio, que sostienen un cornisamento al que sirve de remate un frontón en arco escarzano, sobre el que sirve de coronamiento un gran escudo de Navarra perfectamente tallado en piedra: en el friso de dicho cornisamento y en grandes letras de relieve en zinc se lee la inscripción: "Archivo de Navarra".
Los cuerpos laterales de estilo jónico constan también de tres huecos de medio punto con claves decoradas en cada una de las plantas, y en toda la altura de la principal se elevan pilastras del citado estilo para terminar con un frontón triangular que encierra, como el central, un ojo de buey que dá luces y sirve de ventilador á la planta superior ó de la cubierta.
Los fondos de la fachada, de que se ha hecho mención, acusan al exterior lastres plantas del edificio, pues de ellos reciben luces los sótanos, y en toda la altura del piso bajo tienen un marcado sello de robustez, indicándose su despiezo por estrías y dándole relieve ias pilastras situadas en el eje de los entrepaños que se elevan hasta la imposta corrida del piso principal, el cual recibe sus luces por medio de ventanas altas que contribuyen muy principalmente á dar carácter al ediíicio, permitiendo ocupar los paneles que quedan debajo de ellas con grandes medallones que representan en alto relieve bustos de escritores navarros ilustres anteriores al siglo XVIII, entre estos se han tomado de retrato los del Dr. Azpilicueta, el Arzobispo de Toledo D. Rodrigo Ximénez de Rada y el Príncipe de Viana, habiendo sido estudiados por el Vicepresidente de la Comisión de Monumentos D. Juan Iturralde y Suit los de D. Juan de Jaso, D. Juan de Sada, P. Moret, D. J. de Arbolancha y Fray Diego de Estella. En los entrepaños de las citadas ventanas altas y apoyadas en una repisilla corrida, existen pilastras estriadas sobre las que se apoya el cornisamento, y sobre este y correspo'ndiendo con dichas pilastras se han colocado escudos de piedra representando las seis antiguas merindades de Navarra, alternando con palmetas ó acróteras que corresponden al eje de los huecos.
La escalera recibe luces de una gran claraboya de cristales pintados en cuyo centro se halla el escudo de Navarra; y las paredes se hallan decoradas y pintadas ostentándose en diversos paneles los escudos de las nueve ciudades de la provincia y una lápida conmemorativa de mármol, colocada á propuesta de la Comisión provincial de Monumentos Históricos y Artísticos, notable estudio epigráfico hecho por el Pbro. D. Mariano Arigita, vocal-secretario de dicha Comisión.»

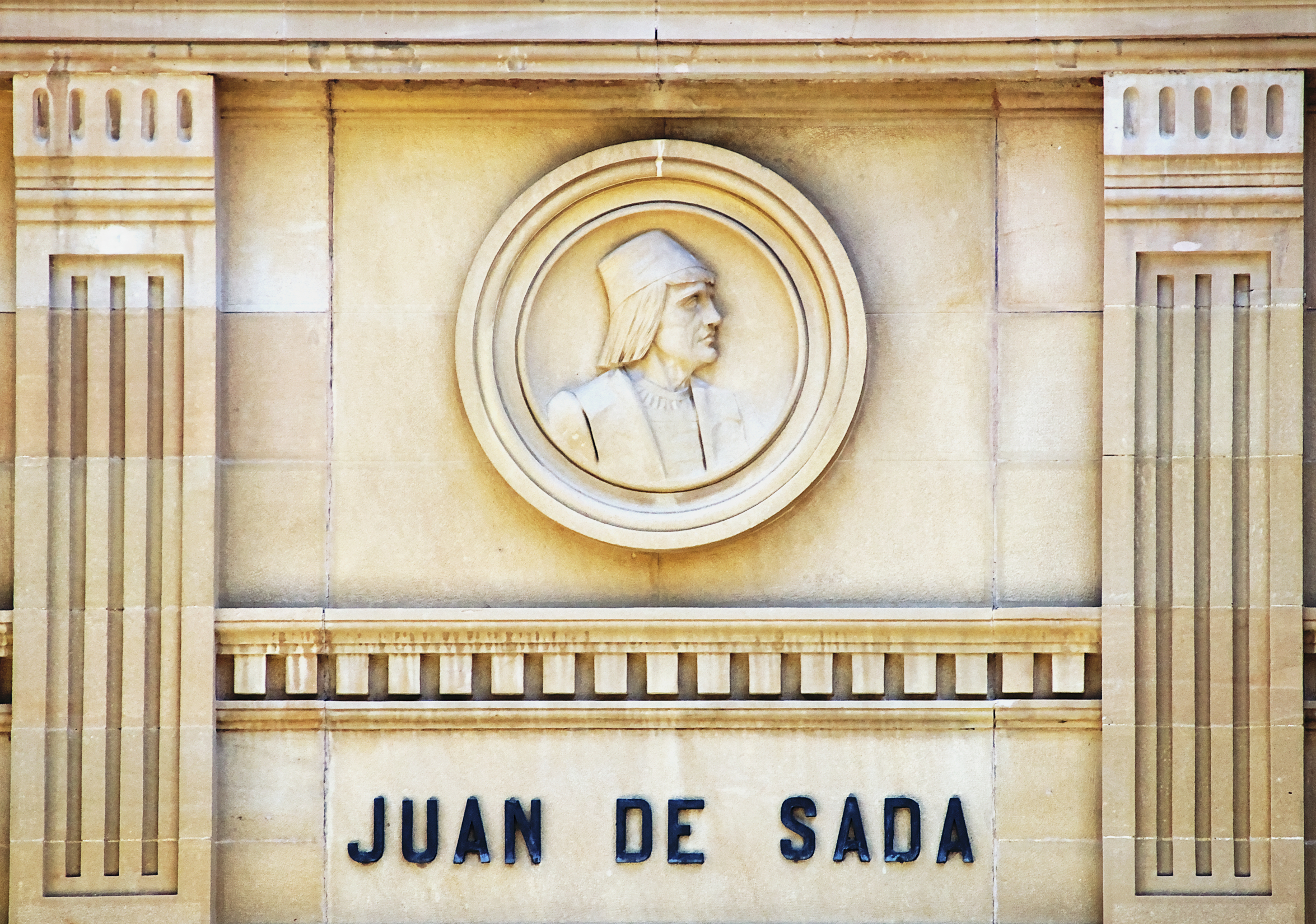
Juan de Sada (medallón)

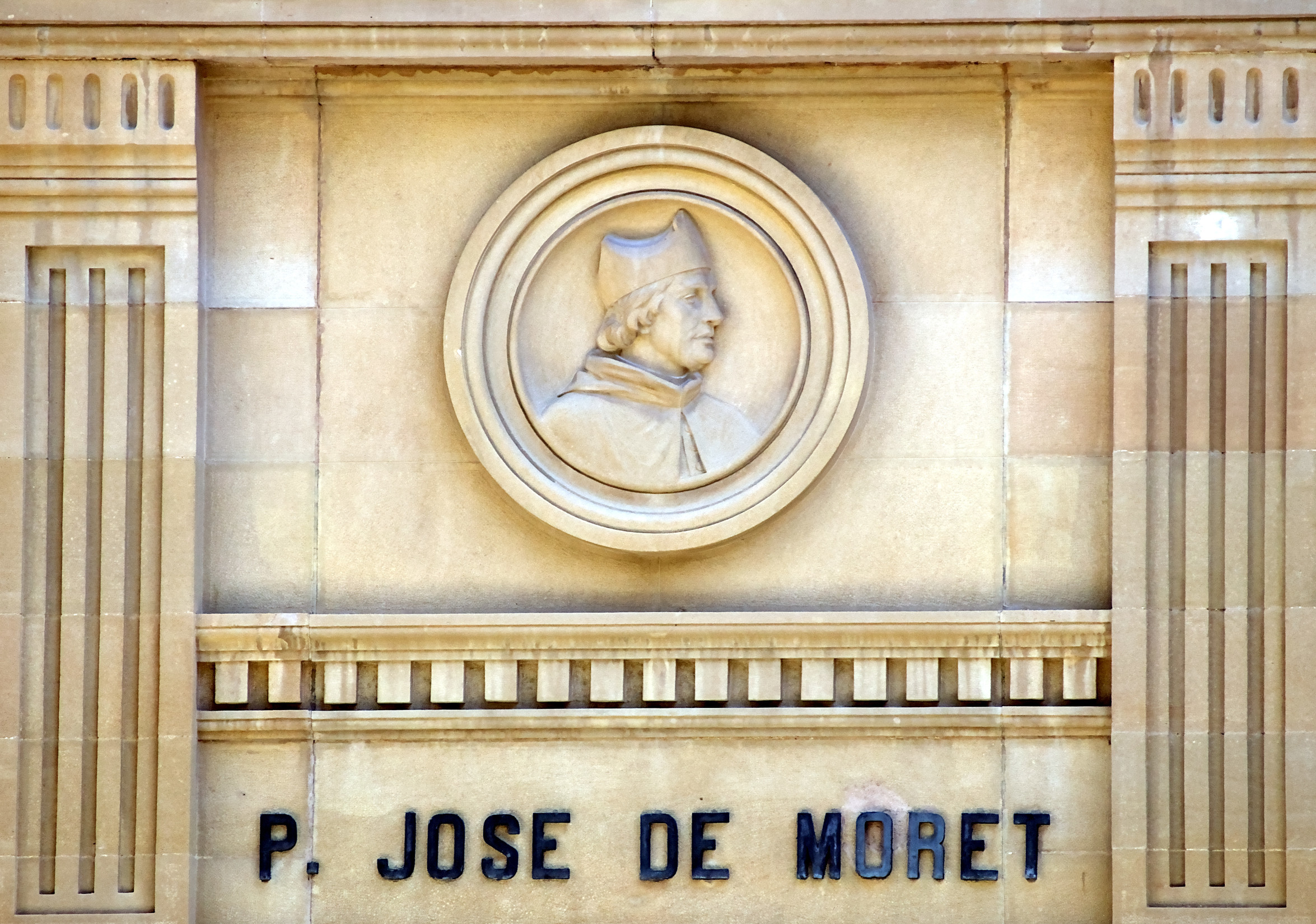
José de Moret (medallón)

### Sobre los navarros ilustres
Como se ha indicado, en la fachada de este edificio, mirando al jardín, se muestra un friso corrido bajo las ventanas de las planta principal, donde se presentan una serie de 8 medallones —cuatro a cada lado del balcón principal— rememorando a otros tantos ilustres hombres de letras navarros: Los medallones dibujan un relieve del personaje, y debajo se indica su nombre:
- Juan de Jaso (†1515), jurista, Presidente del Consejo Real de Navarra.
- P. José de Moret (1615-1687), sacerdote jesuita, historiador.
- Juan de Sada, matemático e historiador del siglo XVII, autor de la Historia apologética y descripción del Reyno de Navarra y de su mucha antigüedad, nobleza, calidades y reyes.
- R. Jiménez de Rada (1170-1247), obispo, historiador y hombre de estado de Navarra.
- Martín de Azpilicueta (1492-1586), sacerdote, teólogo y canonista.
- J. de Arbolancha, poeta tudelano del siglo XVI.
- Fr. Diego de Estella (1524-1578), franciscano, teólogo y humanista.
- Príncipe de Viana, Carlos de Trastámara y Évreux (1421-61), escribió la Crónica de los reyes de Navarra.

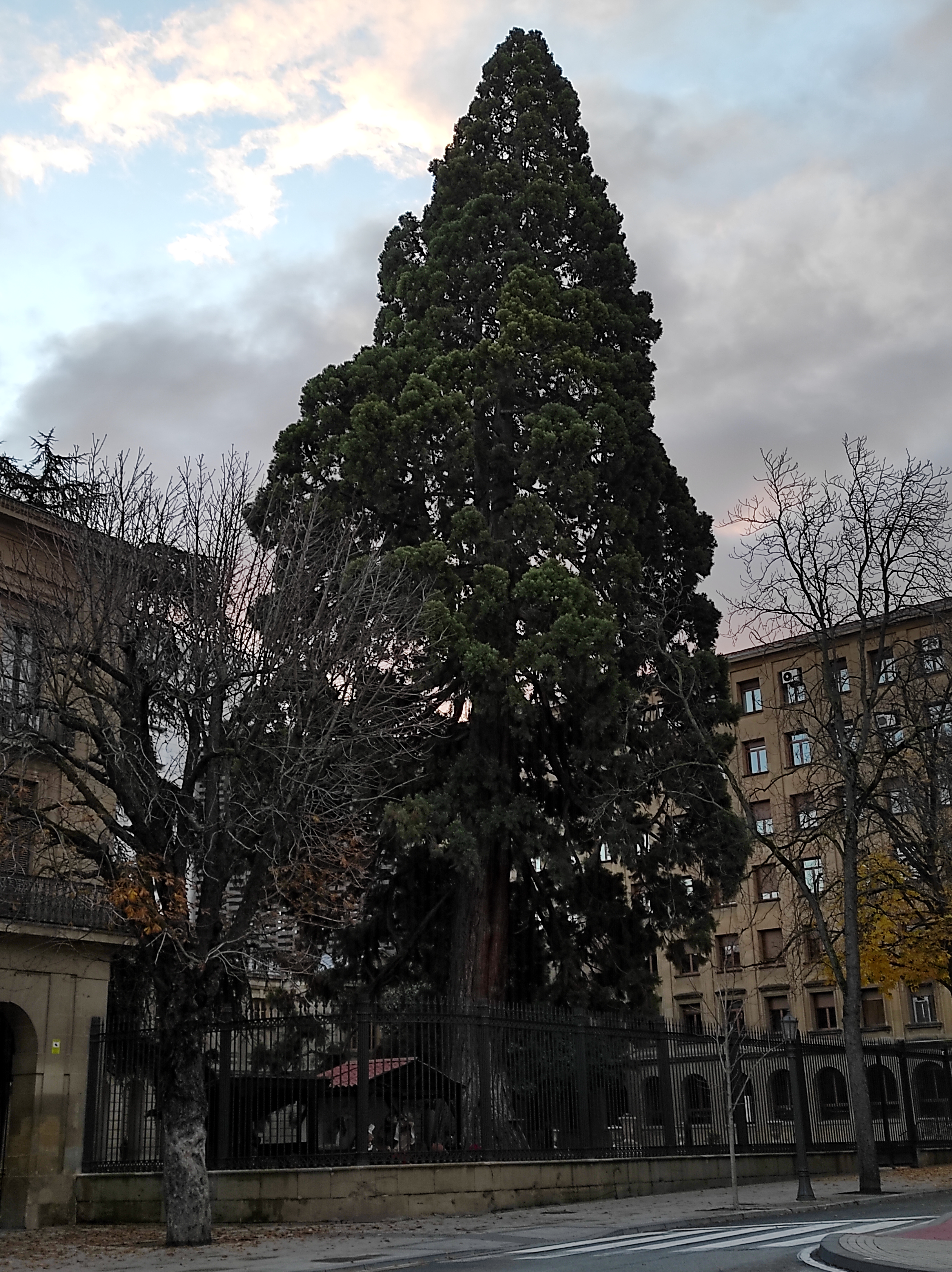
Secuoya del Palacio de Navarra

### Secuoya gigante
En el jardín situado frente al edificio hay un estanque del que brota ocasionalmente agua, así como el árbol más alto de toda Pamplona: una sorprendente secuoya de más de 35 metros, con un diámetro de 3,15 m y cuya copa presenta unas dimensiones que superan los 50 × 60 m. Se encuentra allí desde 1855 cuando el navarro José María Gastón y Echeverz ordenó su transporte desde su jardín en Irurita. Procede de la Sierra Nevada californiana. Es el único monumento natural de Pamplona catalogado así desde 1991. Aunque pudiera parecer extraño, no es la única secuoya de Pamplona y comarca porque recientemente se han contabilizado 474, la mayoría gigantes. Puesto que ya ha sido víctima de los rayos, se decidió protegerlo con la instalación de un pararrayos.

Medallones de navarros ilustres en el friso de la fachada principal del edificio
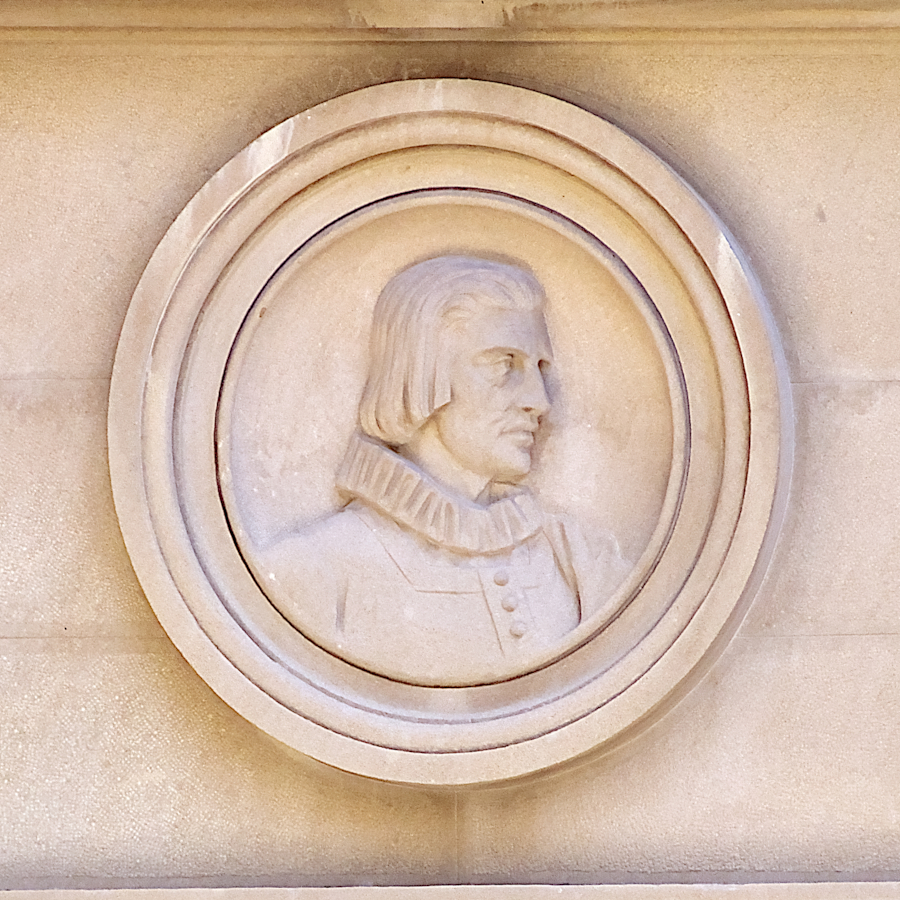
Juan de Jaso
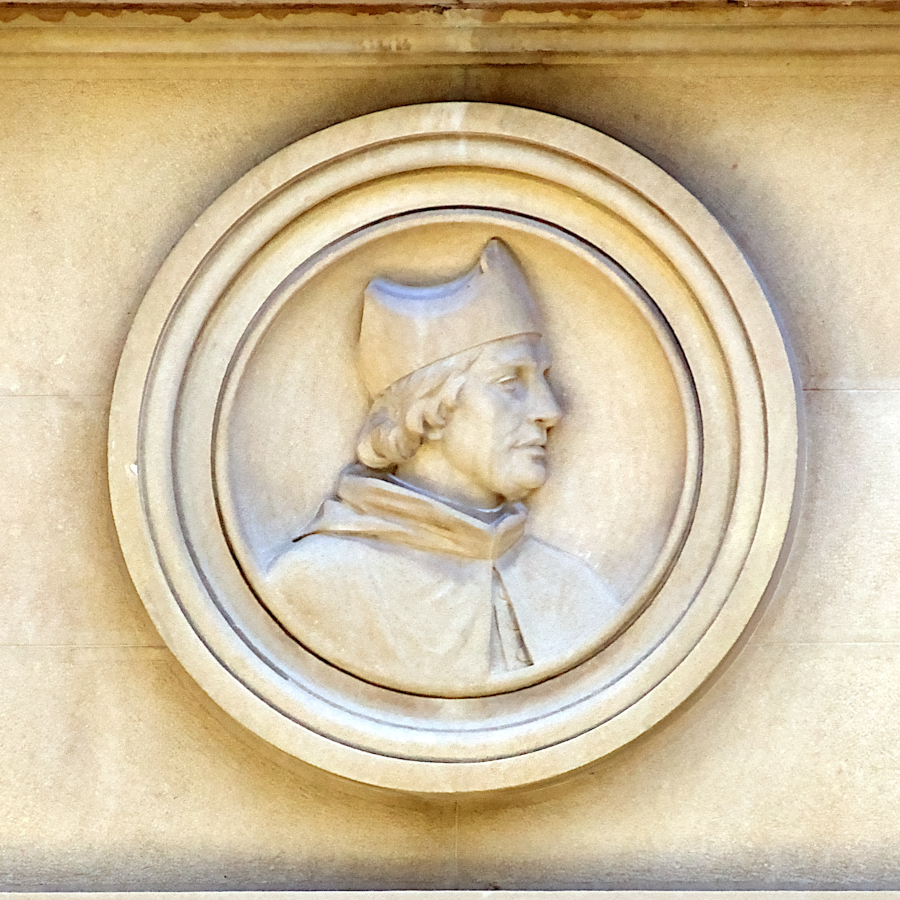
P. José de Moret
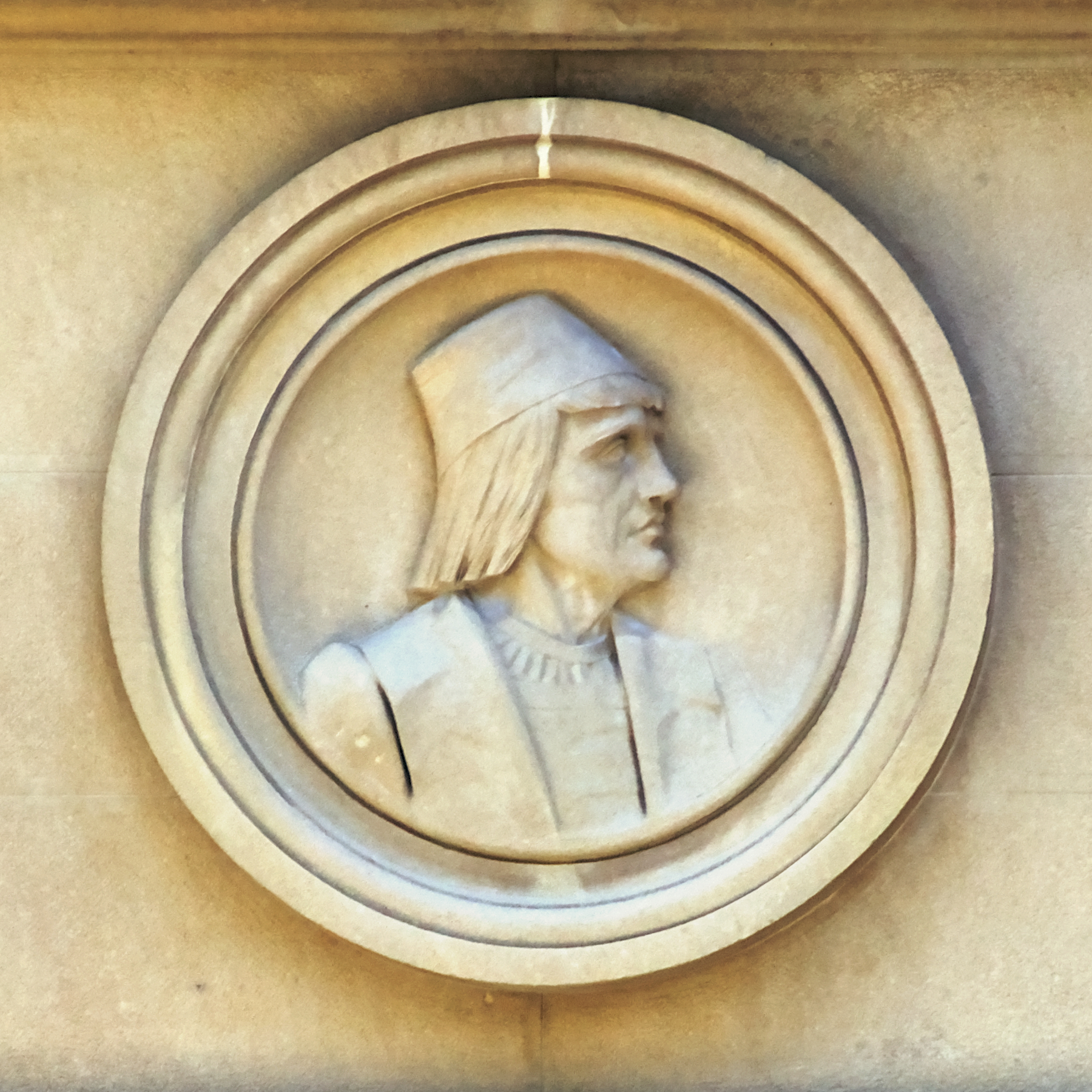
Juan de Sada
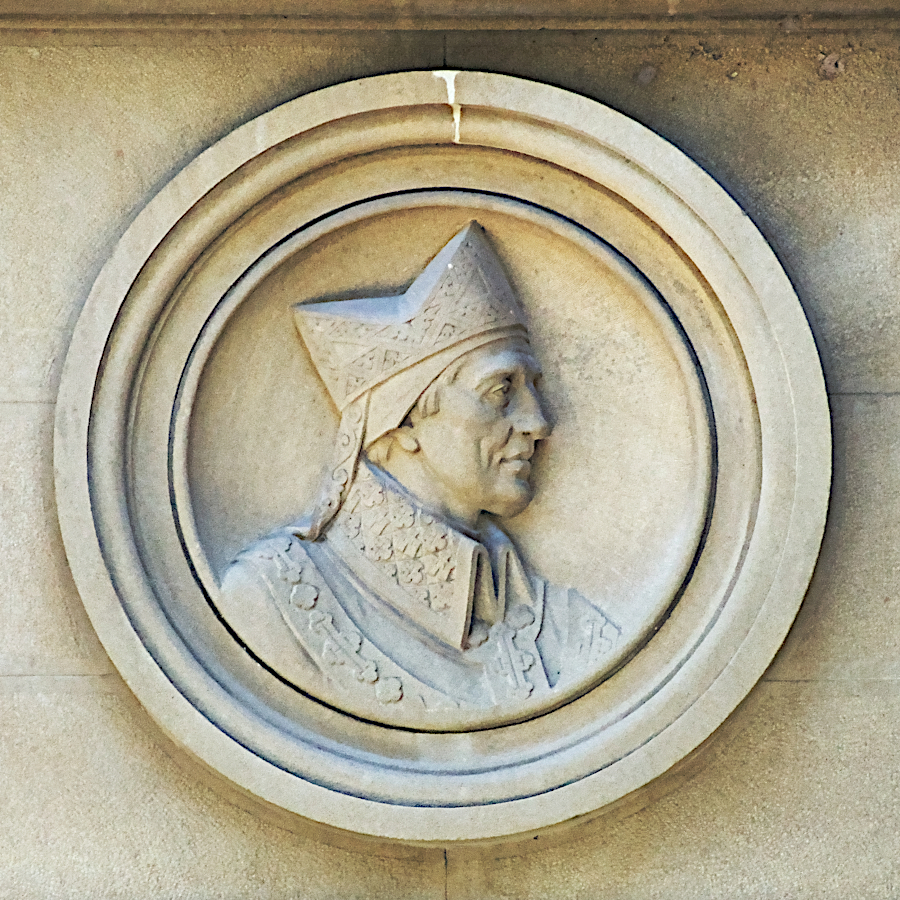
R. Ximénez de Rada
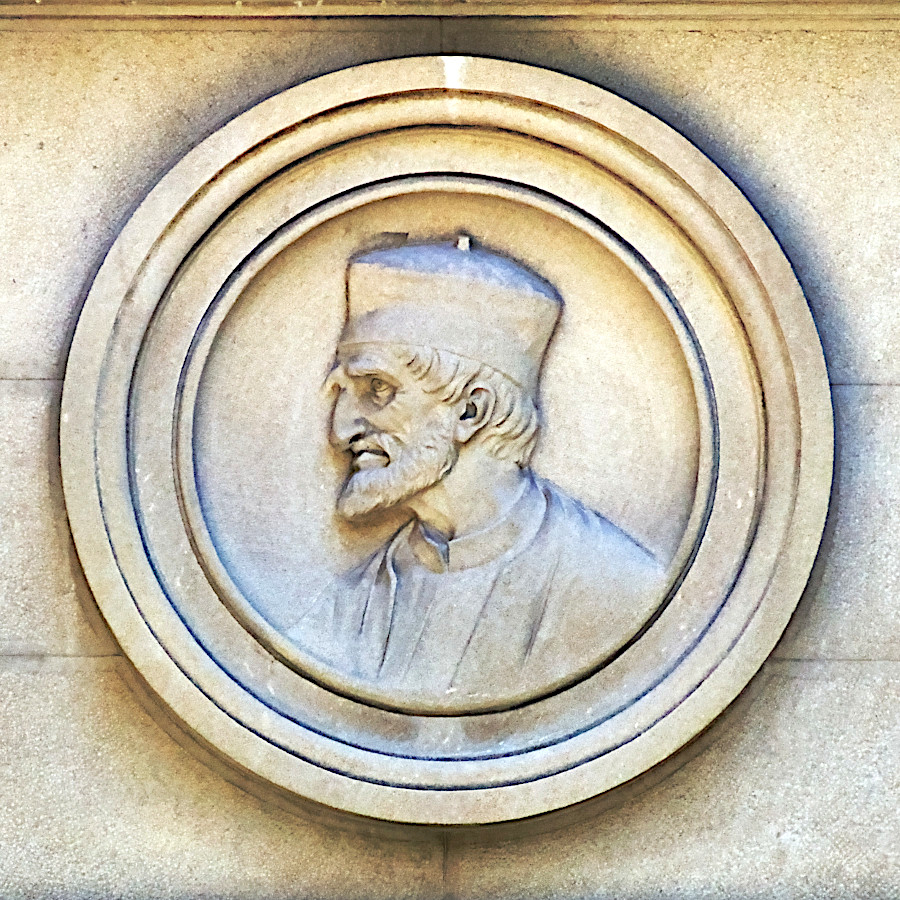
Martín de Azpilcueta
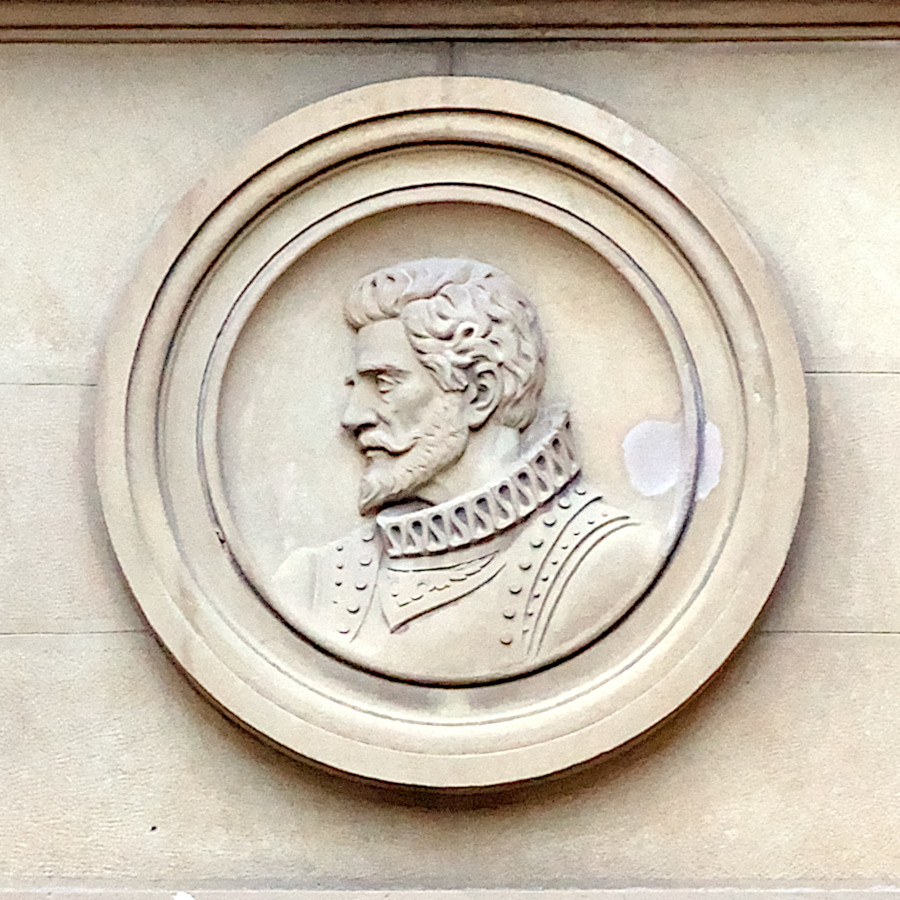
Jerónimo de Arbolancha
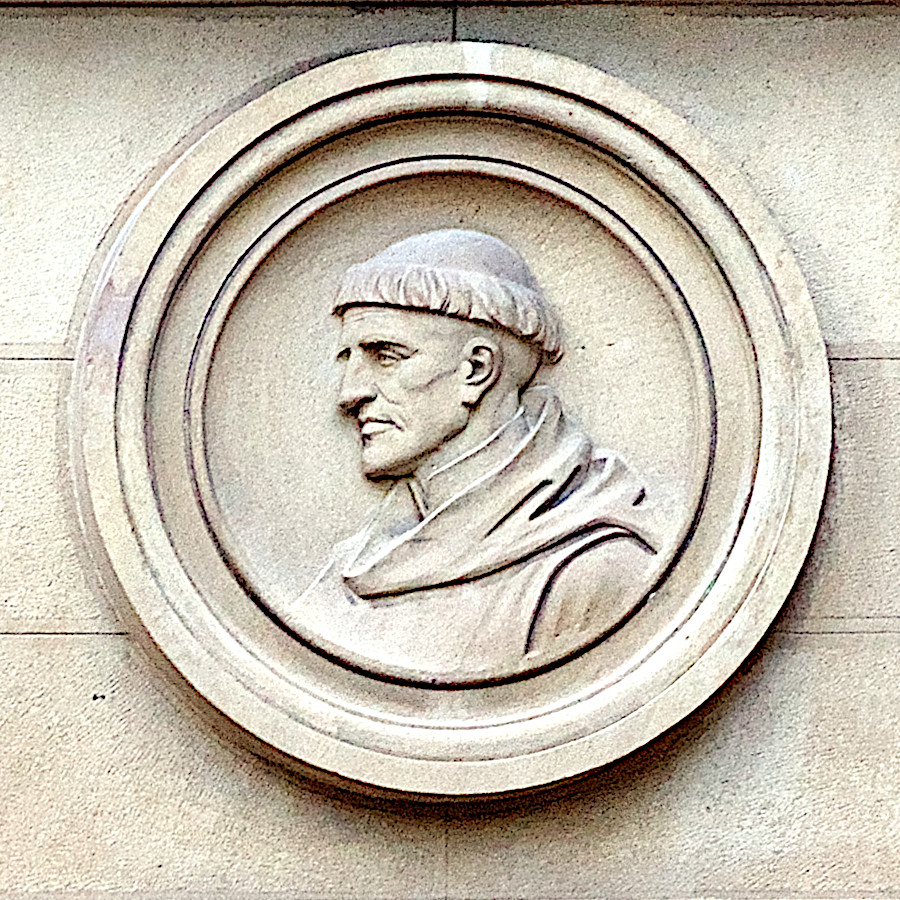
Fray Diego de Estella
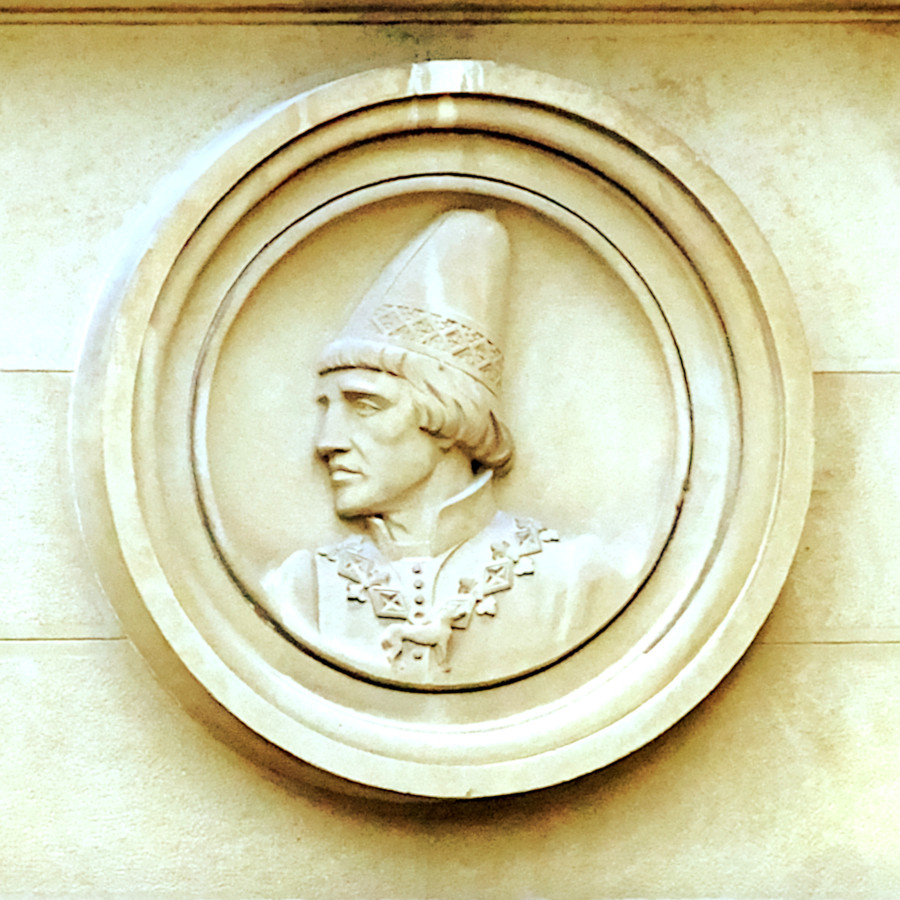
Carlos, Príncipe de Viana